# Darcy (Adelsgeschlecht)

Mittelalterliches Wappen der Familie Darcy

Die Familie Darcy (auch D’Arcy) war ein englisches Adelsgeschlecht, von dem mehrere Linien bis 1778 verschiedene Adelstitel führten. Zahlreiche Mitglieder der Familie wurden dazu als Abgeordnete für das House of Commons gewählt.

## Anglonormannische Lords Darcy
Der erste bekannte Angehörige der Familie war Norman Darcy († zwischen 1116 und 1129), der nach dem Domesday Book 1086 Ländereien besaß, aus denen er jährliche Einkünfte von über £ 63 hatte. Der Schwerpunkt seiner Besitzungen lag bei Nocton in Lincolnshire. Bis 1116 konnte er seine Besitzungen geringfügig erweitern. Sein Erbe wurde Robert Darcy, der vermutlich sein Sohn war und höchstwahrscheinlich auch jener Darcy war, der 1129 oder 1130 als Vasall der Familie Percy genannt wurde. Dessen Sohn und Erbe war Thomas Darcy, der als Kronvasall knapp über zwanzig Knight’s fee in Lincolnshire und dazu vermutlich fünf weitere Knight’s fee als Lehen der Familie Percy besaß. Sein gleichnamiger Sohn und Erbe Thomas Darcy wurde erst 1185 volljährig. Um die Verwaltung des Erbes übernehmen zu dürfen, hatte seine Mutter eine hohe Summe an die Krone zahlen müssen, dazu musste der jüngere Thomas Darcy weitere Schulden aufnehmen, um seine Vasallenpflichten gegenüber der Krone zu erfüllen. Dies führte dazu, dass sein Sohn Norman Darcy 1206 ein hoch verschuldetes Erbe übernahm. Norman Darcy musste aufgrund der Forderungen der Krone weitere Schulden machen, weshalb er vermutlich ab 1215 zu den Rebellen gehörte, die im Ersten Krieg der Barone gegen den König kämpften. Er unterwarf sich schließlich dem neuen König Heinrich III. Auch sein Sohn und Erbe Philip Darcy diente Heinrich III. loyal als Militär und unterstützte den König auch, als gegen dessen Herrschaft eine Adelsopposition rebellierte. Philips Söhne Norman Darcy und Roger († 1284) unterstützten dagegen 1264 die Adelsopposition. Nach dem Sieg des Königs musste Norman Darcy 1267 wahrscheinlich eine hohe Strafe zahlen, wofür er sich hoch verschulden musste. Um die Schulden zurückzuzahlen, musste er wesentliche Teile seines ererbten Landbesitzes verkaufen. Sein Bruder Roger begründete eine Nebenlinie der Familie mit Besitzungen in Nottinghamshire.

## Barone Darcy of Nocton
Norman Darcys Erbe wurde sein Sohn Philip Darcy. Dieser wurde als Baron Darcy of Nocton zu den Parlamenten geladen, doch ab 1321 unterstützte er die Rebellion des Earl of Lancaster gegen König Eduard II. Die Rebellion wurde 1322 niedergeschlagen. Philips Sohn Norman Darcy konnte einen Teil der beschlagnahmten Besitzungen seines Vaters zurückerhalten. Mit dem frühen Tod seines Sohnes Philip vor 1350 starb die Hauptlinie der Familie in männlicher Erbfolge aus. Die verbliebenen Besitzungen wurden unter den beiden Schwestern von Norman Darcy bzw. unter deren Nachkommen aufgeteilt.

## Darcy of Knaith
Roger Darcy († um 1284), der zweite Sohn von Philip Darcy († 1264) konnte Oldcotes und Styrrup in Nottinghamshire erwerben und damit eine eigene Familie begründen. Sein Sohn und Erbe Sir John Darcy machte zunächst Karriere im Dienst von Aymer de Valence, 2. Earl of Pembroke, ehe er 1323 Justiciar of Ireland wurde. Es gelang ihm, auch nach dem Sturz von Eduard II. 1326 unter der Regentschaft von Roger Mortimer und dann während der Herrschaft von Eduard III. wichtige Ämter zu bekleiden. Er wurde mehrfach zu den Parlamenten geladen, doch nach 1334 nahm er nur noch aufgrund seiner Ämter an den Parlamenten teil. Durch die Gunst des Königs konnte er aber seine Besitzungen erheblich erweitern. Dazu erwarb er durch seine zweite Heirat mit Joan, einer Tochter von Richard de Burgh, 2. Earl of Ulster Besitzungen in Irland. Dies führte dazu, dass sein ältester Sohn John Darcy die englischen Besitzungen erbte, während sein Sohn William Darcy aus seiner zweiten Ehe die irischen Besitzungen erbte und dort eine Nebenlinie der Familie begründete. Der jüngere John Darcy zeichnete sich zu Beginn des Hundertjährigen Kriegs als Militär aus und wurde ab 1348 persönlich zu den Parlamenten geladen. Sein ältester Sohn John starb minderjährig, worauf sein zweiter Sohn Philip Darcy 1362 die Besitzungen erbte. Er diente ebenfalls als Militär während des Hundertjährigen Kriegs. Philips Sohn John erlangte dagegen keine größere militärische oder politische Bedeutung. Bei seinem frühen Tod 1411 hinterließ er zwei minderjährige Söhne, Philip und John (vor 1412–1458). Philip starb 1418, bevor er volljährig geworden war. Er hatte aber Eleanor FitzHugh geheiratet, eine Tochter von Henry FitzHugh, 3. Baron FitzHugh. Mit ihr hatte er mindestens zwei Töchter. Diese erbten aber nur einen kleinen Teil der Besitzungen, während der größere Teil des Erbes in Yorkshire schließlich an ihren Onkel Sir John Darcy fiel, der eine weitere Linie der Familie begründete.
1903 entschied das House of Lords, dass bereits John Darcy († 1347) als rechtmäßiger Baron Darcy gilt, dabei erhielt sein Titel zur Unterscheidung von der Hauptlinie der Familie nach seinem Gut Knaith in Lincolnshire den Zusatz de Knayth. Seine direkten männlichen Nachfahren wurde der Titel ebenfalls zuerkannt, bis der Titel nach dem Tod von Philip Darcy 1418 in Abeyance fiel.

## Weitere Linien

### Baron Darcy of Darcy

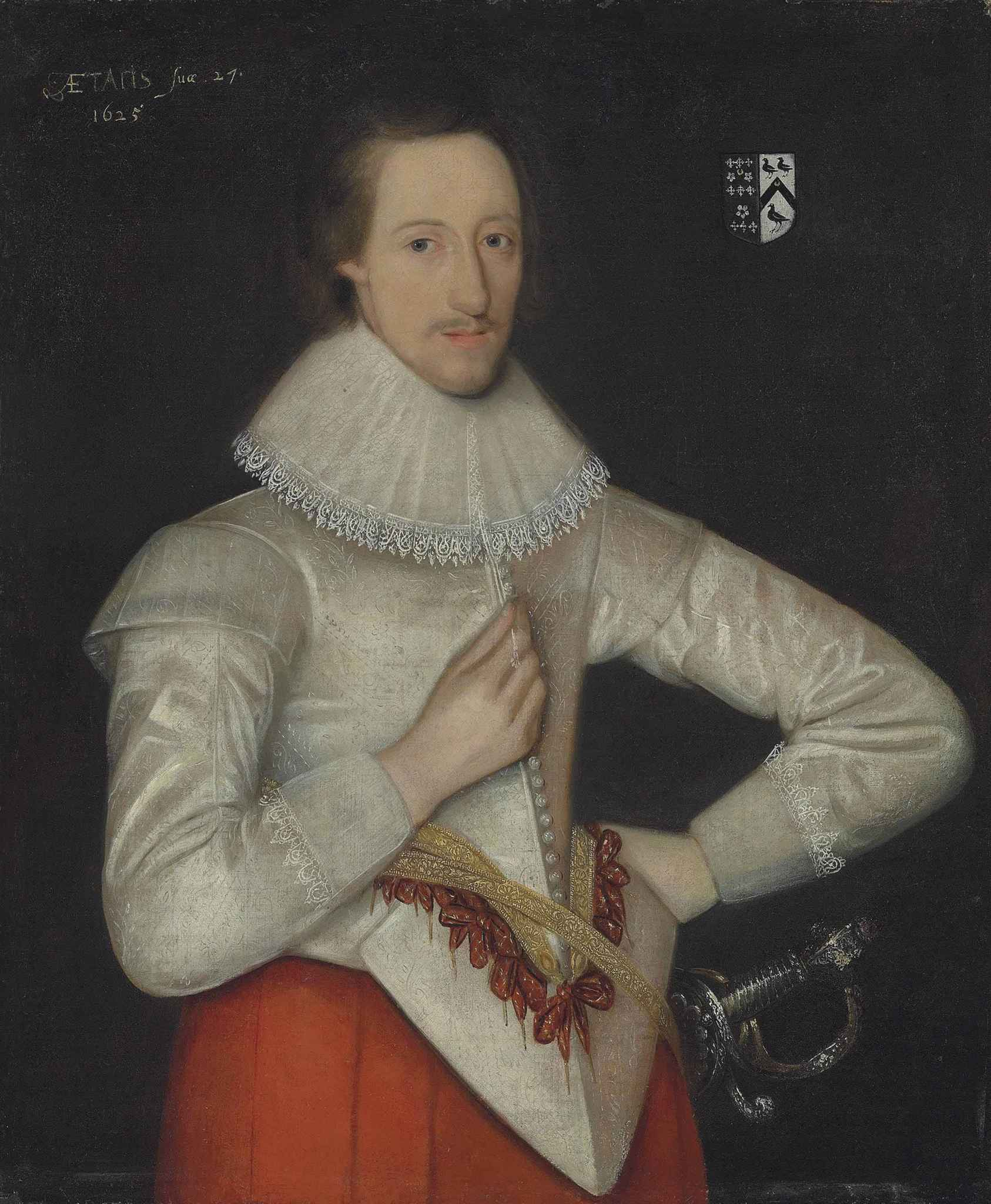
Conyers Darcy, der spätere 1. Earl of Holderness. Porträt, um 1625

Sir John Darcy, sein Sohn und sein Enkel erreichten keine größere politische Bedeutung. Erst sein Urenkel Thomas Darcy wurde ein ranghoher Beamter und Berater von König Heinrich VIII. Er wurde 1509 zum Baron Darcy de Darcy erhoben und in den Hosenbandorden aufgenommen. Als Teilnehmer der Pilgrimage of Grace wurde er jedoch als Hochverräter zum Tod verurteilt und 1537 hingerichtet, womit sein Titel als verwirkt galt. Sein ältester Sohn George Darcy erreichte jedoch 1548, dass seine Verurteilung aufgehoben wurde. Der Titel wurde daraufhin wiederhergestellt, doch er erhielt die Besitzungen seines Vaters nicht zurück. Nach anderen Angaben wurde der Titel nicht wiederhergestellt, sondern als Baron Darcy of Aston neu geschaffen. Mit dem Tod von Georg Darcys Urenkel John Darcy, 4. Baron Darcy de Darcy, der ohne überlebende Nachkommen 1635 starb, erlosch der Titel.

### Baron Darcy of Knayth und Earl of Holderness

Wappen der Earls of Holderness aus dem Haus Darcy

Sir Arthur Darcy, der dritte Sohn von Thomas Darcy, 1. Baron Darcy of Darcy hatte mehrere Söhne. Sein ältester Sohn Sir Henry Darcy wurde zwischen 1558 und 1578 bei den Unterhauswahlen für mehrere Wahlbezirke als Abgeordneter gewählt. Von seinen anderen Söhnen wurde Edward Darcy 1584 als Abgeordneter für Truro und Sir Francis Darcy 1601 als Abgeordneter für Lymington gewählt. Sein Enkel Sir Conyers Darcy konnte 1641 die Aufhebung der Abeyance des Titels Baron Conyers erreichen, der ihm zugesprochen wurde. Damit wurde er 1903 auch nachträglich als Baron Darcy de Knayth anerkannt. Sein gleichnamiger Sohn Conyers Darcy wurde 1682 zum Earl of Holderness erhoben. Als einflussreiche Adlige erreichten er und seine Nachkommen, dass mehrere ihrer Söhne als Abgeordnete für das House of Commons gewählt wurden. Robert Darcy, 4. Earl of Holderness hatte unter anderem von 1751 bis 1761 in verschiedenen Regierungen das Amt eines Secretary of State inne. Als er 1778 ohne überlebende männliche Nachkommen starb, starb die Familie in direkter männlicher Erbfolge aus und der Titel Earl of Holderness erlosch. Seine Erbin wurde seine einzige überlebende Tochter Amelia Darcy, sie wurde nachträglich auch zur Erbin des Titels Baron Darcy de Knayth.

### Baron Darcy of Navan
James Darcy, ein Enkel von Conyers Darcy, 4. Baron Conyers wurde bei Unterhauswahlen ab 1698 mehrfach als Abgeordneter für Richmond gewählt. Er wurde 1721 zum Baron Darcy of Navan in der Peerage of Ireland erhoben. Da er keine Söhne hatte, durfte er den Titel an die männlichen Nachkommen seiner Tochter Mary vererben. Mit dem kinderlosen Tod seines Enkels James Darcy, 2. Baron Darcy of Navan 1733 erlosch der Titel bereits wieder.

## Stammliste von den Lords Darcys bis zum 15. Jahrhundert (Auszug)
1. Norman Darcy († zwischen 1116 und 1129)
  1. Robert Darcy († zwischen 1148 und 1160) ⚭ Alice
    1. Thomas Darcy († 1180) ⚭ Aelina
      1. Thomas Darcy (1166/7–1206) ⚭ Joan
        1. Norman Darcy († 1254) ⚭ Agnes
          1. Philip Darcy († 1264) ⚭ Isabel Bertram
            1. Norman Darcy (vor 1236–um 1296) ⚭ Julian
              1. Philip Darcy, 1. Baron Darcy of Nocton (vor 1259–um 1333) ⚭?
                1. Norman Darcy, 2. Baron Darcy of Nocton († 1340) ⚭ Isabel
                  1. Philip Darcy, 3. Baron Darcy of Nocton († vor 1350)

                2. Julian Darcy († zwischen 1346 und 1350) ⚭ I Philip de Neville; ⚭ II John de Limbury
                3. Agnes Darcy (um 1300–vor 1359) ⚭ I Robert de Friskeneye; ⚭ II Sir Roger de Pedwardine

            2. Roger Darcy († 1284) ⚭ Isabel d’Aton
              1. John Darcy, 1. Baron Darcy de Knayth († 1347) ⚭ I Emmeline Heron; ⚭ Joan de Burgh
                1. John Darcy, 2. Baron Darcy de Knayth (1317–1356) ⚭ Elizabeth de Meinill
                  1. John Darcy, 3. Baron Darcy de Knayth († 1362)
                  2. Philip Darcy, 4. Baron Darcy de Knayth (1352–1399) ⚭ Elizabeth Grey († 1412)
                    1. John Darcy, 5. Baron Darcy de Knayth (1377–1411) ⚭ Margaret Grey
                      1. Philip Darcy, 6. Baron Darcy de Knayth (1397–1418) ⚭ Eleanor FitzHugh
                        1. Elizabeth Darcy (um 1417–zwischen 1458 und 1461) ⚭ Sir James Strangways
                        2. Margery Darcy (1418–1468/9) ⚭ Sir John Conyers

                      2. John Darcy (vor 1412–1458) (Nachkommen siehe unten)

                2. William Darcy (1330–vor 1362)

## Stammliste von der Mitte des 15. Jahrhunderts bis zum Erlöschen des Titels Earl of Holderness (Auszug)
1. John Darcy (vor 1412–1458) ⚭ Joan Greystoke
  1. Richard Darcy († vor 1458) ⚭ Eleanor le Scrope
    1. William Darcy (um 1454–1488) ⚭ Euphemia Langton
      1. Thomas Darcy, 1. Baron Darcy de Darcy (um 1467–1537) ⚭ Dowsabel Tempest
        1. George Darcy, 2. Baron Darcy of Darcy († 1557) ⚭ Dorothy Melton
          1. John Darcy, 3. Baron Darcy de Darcy (1529–1587) ⚭ Anne Babington
            1. Michael Darcy († 1588) ⚭ Margaret Wentworth
              1. John Darcy, 4. Baron Darcy de Darcy (um 1579–1635) ⚭ Rosamund Frescheville
                1. John Darcy (um 1602–1624)

        2. Arthur Darcy († 1561) ⚭ Mary Carew
          1. Thomas Darcy († 1605) ⚭ Elizabeth Conyers
            1. Conyers Darcy, 4. Baron Conyers (um 1570–1654) ⚭ Dorothy Belasyse
              1. Conyers Darcy, 1. Earl of Holderness (1599–1689) ⚭ Grace Rokeby
                1. Conyers Darcy, 2. Earl of Holderness (1622–1692) ⚭ Frances Howard
                  1. John Darcy (1659–1688) ⚭ Bridget Sutton
                    1. Robert Darcy, 3. Earl of Holderness (1681–1722) ⚭ Frederica Schomberg
                      1. Robert Darcy, 4. Earl of Holderness (1718–1778) ⚭ Mary Doublet
                        1. Amelia Darcy (1754–1784) ⚭ Francis Osborne, 5. Duke of Leeds

                    2. Conyers Darcy (um 1685–1758)

                  2. Philip Darcy (1661–1694)

              2. Marmaduke Darcy (1615–1687)
              3. James Darcy (1617–1673) ⚭ Isabel Wyvill
                1. James Darcy, 1. Baron Darcy of Navan (um 1650–1731) ⚭ Bethia Payler
                  1. Mary Darcy († 1737) ⚭ William Jessop
                    1. James Darcy, 2. Baron Darcy of Navan († 1733)

        3. Henry Darcy (um 1539–nach 1593)
        4. Edward Darcy (1543–1612)
        5. Francis Darcy († 1641)